# Caryophyllales
Caryophyllales este un ordin de plante cu flori care cuprinde cactuși, dianthus, amaranthe, aizoacee, beta și multe plante carnivore. Multe specii sunt plante suculente, având tulpina sau frunzele cărnoase.

## Taxonomie

### APG III
După sistemul APG III (2009), acest ordin conține aceleași familii din sistemul APG II (vezi mai jos) plus cinci noi familii: Limeaceae, Lophiocarpaceae, Montiaceae, Talinaceae și Anacampserotaceae.
- familia Achatocarpaceae
- familia Aizoaceae
- familia Amaranthaceae
- familia Anacampserotaceae
- familia Ancistrocladaceae
- familia Asteropeiaceae
- familia Barbeuiaceae
- familia Basellaceae
- familia Cactaceae
- familia Caryophyllaceae
- familia Didiereaceae
- familia Dioncophyllaceae
- familia Droseraceae
- familia Drosophyllaceae
- familia Frankeniaceae
- familia Gisekiaceae
- familia Halophytaceae
- familia Kewaceae
- familia Limeaceae
- familia Lophiocarpaceae
- familia Macarthuriaceae
- familia Microteaceae
- familia Molluginaceae
- familia Montiaceae
- familia Nepenthaceae
- familia Nyctaginaceae
- familia Physenaceae
- familia Phytolaccaceae
- familia Plumbaginaceae
- familia Polygonaceae
- familia Portulacaceae
- familia Rhabdodendraceae
- familia Sarcobataceae
- familia Simmondsiaceae
- familia Stegnospermataceae
- familia Talinaceae
- familia Tamaricaceae

### APG II
Clasificare după sistemul APG II (2003).
- ordinul Caryophyllales 
  - familia Achatocarpaceae
  - familia Aizoaceae
  - familia Amaranthaceae Pupalia lappacea din familia Amaranthaceae 

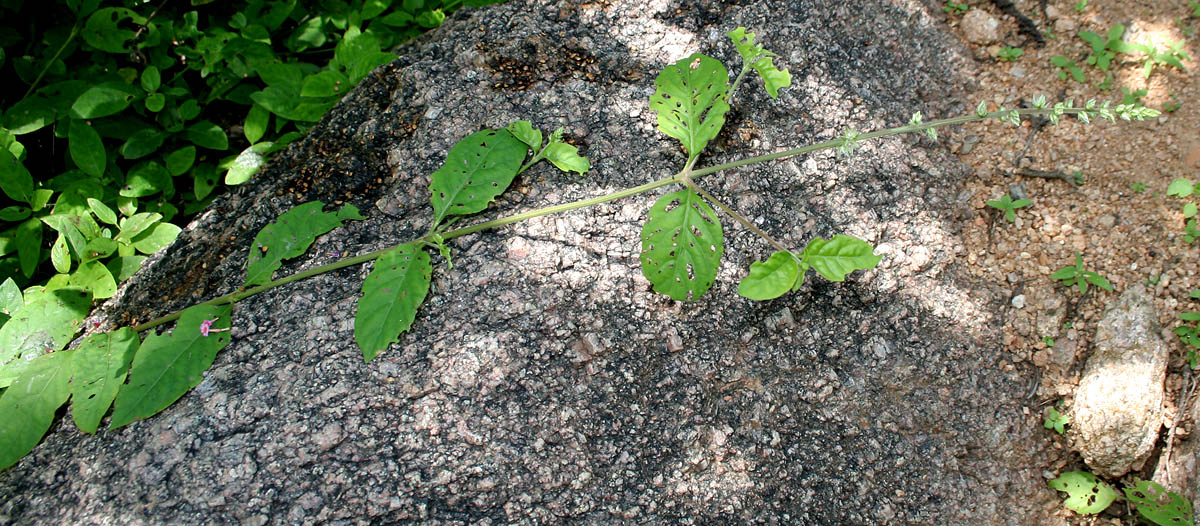
Pupalia lappacea din familia Amaranthaceae

  - familia Anacampserotaceae (adăugat în APG III)[1]
  - familia Ancistrocladaceae
  - familia Asteropeiaceae
  - familia Barbeuiaceae
  - familia Basellaceae
  - familia Cactaceae
  - familia Caryophyllaceae
  - familia Didiereaceae
  - familia Dioncophyllaceae
  - familia Droseraceae
  - familia Drosophyllaceae
  - familia Frankeniaceae
  - familia Gisekiaceae
  - familia Halophytaceae
  - familia Limeaceae (adăugat în APG III)[1]
  - familia Lophiocarpaceae (adăugat în APG III)[1]
  - familia Molluginaceae Glinus oppositifolius din familia Molluginaceae 

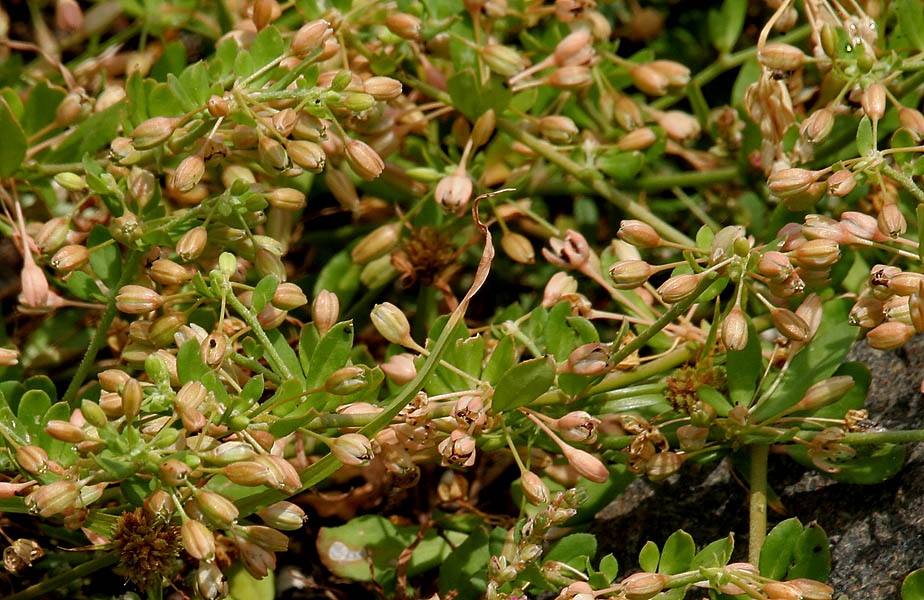
Glinus oppositifolius din familia Molluginaceae

  - familia Montiaceae (adăugat în APG III)[1]
  - familia Nepenthaceae
  - familia Nyctaginaceae
  - familia Physenaceae
  - familia Phytolaccaceae
  - familia Plumbaginaceae
  - familia Polygonaceae
  - familia Portulacaceae
  - familia Rhabdodendraceae
  - familia Sarcobataceae
  - familia Simmondsiaceae
  - familia Stegnospermataceae
  - familia Talinaceae (adăugat în APG III)[1]
  - familia Tamaricaceae